# Christy Moore
Christy Moore, född 7 maj 1945, är en irländsk folksångare, gitarrist och låtskrivare. Han blev känd under sin tid som medlem i det irländska bandet Planxty i början av 1970-talet, och gjorde sig senare även ett namn med sina soloalbum. Han har också varit medlem i bandet Moving Hearts, som han bildade 1981. Han är bror till sångaren Luka Bloom (Barry Moore).

## Diskografi, solo
- 1969 – Paddy on the Road
- 1972 – Prosperous
- 1972 – Whatever Tickles Your Fancy
- 1972 – Christy Moore
- 1978 – The Iron Behind the Velvet
- 1978 – Live in Dublin
- 1980 – H Block
- 1981 – Christy Moore and Friends
- 1983 – The Time Has Come
- 1984 – Ride On
- 1985 – Ordinary Man
- 1986 – The Spirit of Freedom
- 1987 – Unfinished Revolution
- 1989 – Voyage
- 1991 – Smoke and Strong Whiskey
- 1993 – King Puck
- 1994 – Live at the Point
- 1996 – Graffiti Tongue
- 1999 – Traveller
- 2001 – This is the Day
- 2002 – Live at Vicar Street
- 2005 – Burning Times
- 2006 – Live at The Point 2006